# Old Warden Castle
Old Warden Castle, auch Quince Hill, ist eine abgegangene Burg im Dorf Old Warden in der englischen Grafschaft Bedfordshire.
Man ist sich nicht sicher, ob es sich dabei um eine Motte oder ein Ringwerk handelt.
Römische und keltische Überreste fand man ebenfalls auf dem Gelände.
Bis heute sind nur noch Erdwerke erhalten. In der Gegend werden sie als „Quints“ oder „Quince Hill“ bezeichnet. Seit 1995 gilt das Gelände als Scheduled Monument.